# ヘロディス・アッティコス音楽堂
- ヘロデス・アッティコス音楽堂
- イロド・アティコス音楽堂

ヘロディス・アッティコス音楽堂（ギリシア語: Ωδείο Ηρώδου του Αττικού，英語: Odeon of Herodes Atticus）は、ギリシャ・アテネ市内のアテナイのアクロポリス南西麓にあるローマ式のオデオン（屋外音楽堂・劇場）。
161年、ギリシア人の元老院議員ヘロディス・アッティコスが、妻のレギッラを偲んで建設した施設で、アクロポリスの南西斜面を利用して建てられている。古代のアテナイで、ペリクレスの音楽堂（紀元前5世紀）、アグリッパの音楽堂（紀元前15年）に続く第三の音楽堂であった。
劇場の正面は3列の列柱廊で、この部分の屋根は高価なレバノン杉で覆われていた。劇場は主に音楽の演奏会で用いられ、白大理石で造られた32列の客席の収容人員は約5000名であった。音楽堂は、267年にヘルール族の侵入により破壊された。
1950年代にペンテリ山産の大理石を用いて観客席と舞台部分の改修が行われ、それ以降アテネ・フェスティバルのコンサート会場として使われている。1973年にはアメリカ国外で初めて開かれたミス・ユニバース世界大会の会場となった。

## 現地へのアクセス
- アテネ地下鉄2号線 アクロポリ駅 から西へ約550m